# Eleição presidencial na Coreia do Sul em 2017
A eleição presidencial na Coreia do Sul de 2017 foi realizada no dia 9 de maio. Moon Jae-in foi eleito presidente pelo Partido Democrático da Coreia.

## Resultados
| Candidato                                 | Partido                       | Votos      | %     | %     |
| ----------------------------------------- | ----------------------------- | ---------- | ----- | ----- |
| Moon Jae-in                               | Partido Democrático da Coreia | 13.423.800 | 41,08 |       |
| Hong Jun-pyo                              | Partido Coreia Liberdade      | 7.852.849  | 24,03 |       |
| Ahn Cheol-soo                             | Partido Popular               | 6.998.342  | 21,41 |       |
| Yoo Seung-min                             | Partido Bareun                | 2.208.771  | 6,76  |       |
| Sim Sang-jung                             | Partido da Justiça            | 2.071.458  | 6,17  |       |
| Total                                     | Total                         | 32.501.458 | 100.0 | 100.0 |
| Fonte: NEC (National Election Commission) |                               |            |       |       |